# For Tune
For Tune ist ein polnisches Musiklabel im Bereich des Jazz und der Improvisationsmusik. Es wurde 2012 in Warschau gegründet.
Das Label legt einen großen Wert auf Live-Aufnahmen. Es veröffentlicht Alben sowohl polnischer als auch internationaler Musiker. Zu den bekanntesten Musikern, deren Aufnahmen bei For Tune erschienen, gehören Bester Quartet, Anthony Braxton, Charles Gayle, Dennis González, Mary Halvorson, Marcin Masecki, Bartłomiej und Marcin Oleś, William Parker, Adam Pierończyk, Ches Smith, Trevor Watts, Wacław Zimpel. Trotz der sehr hohen Anzahl veröffentlichter Alben gelten sie als durchweg qualitativ hochwertig.
Die Veröffentlichungen von For Tune zeichnen sich durch ein charakteristisches Design aus – das Coverbild ist immer schwarz-weiß, der Album-Titel meistens pink, seltener gelb, orange, blau oder grün unterlegt.